# رينا وانغ
رينا وانغ (بالإنجليزية: Rena Wang) هي لاعبة كرة الريشة أمريكية، ولدت في 15 أغسطس 1991 في باسادينا في الولايات المتحدة.

## وصلات خارجية
- رينا وانغ على موقع BWF.tournamentsoftware.com (الإنجليزية)
- رينا وانغ على موقع BWFbadminton.com (الإنجليزية)
- رينا وانغ على موقع اللجنة الأولمبية الدولية (الإنجليزية)
- رينا وانغ على موقع أوليمبيديا (الإنجليزية)